# Han van Koert
Johannes Petrus Wilhelmus (Han) van Koert (Den Haag, 11 februari 1913 – Voorburg, 3 september 1976) was een Nederlands componist en organist.

## Privéleven
Hij was zoon van huisschilder Johannes Jacobus van Koert en Antonia Johanna Adriana van Ophem en was getrouwd met Louisa Hendrika Becht.

## Loopbaan
Van Koert kreeg zijn opleiding tot componist en organist van Marius Monnikendam. Vervolgens bespeelde hij verschillende orgels in katholieke kerken in Den Haag, Nederland, waaronder de Heilige Theresiakerk en de Antonius Abtkerk. Naast zijn werk als componist en organist was hij ook muziekleraar. Hij componeerde voornamelijk werken voor katholieke kerken en scholen in Den Haag.
Zijn orgelmuziek werd niet alleen gespeeld door gerenommeerde professoren aan conservatoria in Nederland, maar ook door kerkorganisten in de Verenigde Staten en andere landen. Zijn koorwerken, met name zijn missen, werden gecomponeerd voor de katholieke kerk in Cincinnati. Zijn liederen, niet exclusief voor de katholieke kerk, stonden bekend om hun speelse stijl. Samen met zijn collega's Jan Naaikes en Anton Sweers componeerde hij muziek voor het toneelstuk "Ons Leekenspel" in Bussum. Vijf van zijn liederen werden opgenomen in het liedboek "Nederlands volkslied".
- Een kleine engel is uit het kerkraam gevlogen
- Jacob heeft een ladder, daar klimt hij langs omhoog
- Over het water stormen eenden
- Sinte Cecilia vloog naar Amerika
- Het paard van de waard in Bolsward

Daarnaast schreef hij de Cellosonate en Cellosonatine (1953), Pianosuite voor Hans (voor zijn enige zoon Hans van Koert) (1956).
Van Koert was tevens muziekrecensent voor het dagblad De Tijd.